# アンヌミナス
アンヌミナス（Annúminas）は、J・R・R・トールキンの小説『指輪物語』に出てくる都市の名前。北方王国アルノールの都が置かれていた。シンダール語で「西の塔」の意。

## 概要
ヌーメノールの没落を逃れ、中つ国にゴンドール・アルノール両王国を興したエレンディルによって、第二紀3320年にイヴンディム湖畔に建設された北方王国の首都であり、ヌーメノール人たちの上級王の居所であった街である。
第三紀の900年ごろ、アルノールがアルセダイン・ルダウア・カルドランの三国に分裂した際にはアルセダイン王国領となる。のちにアルセダインの首都はフォルノストに遷され、当地は北方王国の都としての役割を終えることとなる。
なお、この都に置かれた北方王国のレガリアは「アンヌミナスの王笏」と呼ばれる。遷都とともにこの王笏もフォルノストに在ったが、1974年にアルセダインが滅亡した後、王笏を含むレガリアは裂け谷にて保管されることとなった。
指輪戦争が終結し、エレスサール・テルコンタールによってアルノール・ゴンドール両王国が再統一されたのち、アンヌミナスには王館が再建された。